# 쿠바 해빙

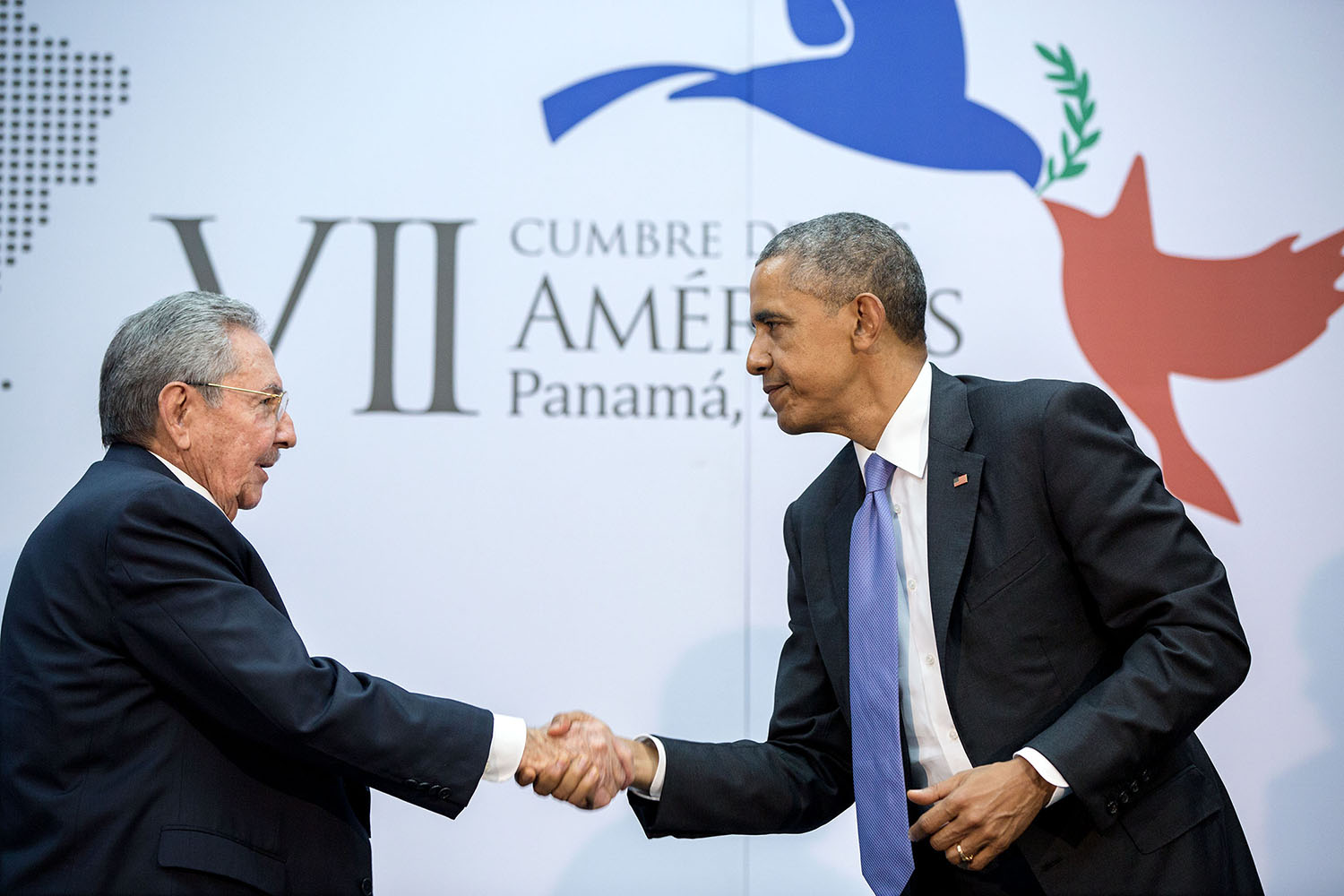
버락 오바마 미국 대통령은 파나마에서 쿠바 지도자 라울 카스트로를 만난다.

쿠바 해빙(스페인어: Deshielo cubano, 영어: Cuban thaw)은 2014년 12월 시작된 미국과 쿠바의 관계 정상화를 의미한다. 2016년 3월 버락 오바마는 1928년 캘빈 쿨리지 이후 쿠바를 방문한 첫 미국 대통령이 되었다.
2014년 12월 17일 버락 오바마 미국 대통령과 라울 카스트로는 쿠바와 미국의 관계 정상화 과정의 시작을 발표했다. 정상화 협정은 프란치스코 교황이 주도하고 캐나다 정부가 주로 주최하여 지난 몇 달 동안 비밀리에 협상되었다. 회의는 캐나다와 바티칸 시국에서 열렸다. 이번 합의로 일부 미국 여행 제한, 송금 제한 감소, 미국 은행들의 쿠바 금융 시스템 접근, 쿠바가 소련과의 긴밀한 동맹관계로 인해 외교관계가 단절된 후 1961년 문을 닫은 아바나 주재 미국 대사관과 워싱턴 주재 쿠바 대사관의 재개관도 추진되고 있다.
2015년 4월 14일, 오바마 행정부는 쿠바가 미국의 테러 지원국 명단에서 제외될 것이라고 발표했다. 2015년 5월 29일, 쿠바는 이를 차단하기 위한 의회의 조치가 없었기 때문에 공식적으로 명단에서 제외되었다. 이는 미국이 냉전 분쟁과 쿠바-미국 관계에 대한 긴장에서 더욱 벗어난 것을 의미했다. 2015년 7월 20일, 워싱턴 D.C.와 아바나의 쿠바와 미국의 "관심 부문"이 대사관으로 격상되었다.
2017년 6월 16일, 도널드 트럼프 대통령은 쿠바와 오바마 행정부의 거래를 "취소한다"고 밝히는 동시에 쿠바와 미국 정부 사이에 새로운 거래가 협상될 수 있음을 표명했다. 2017년 11월 8일, 오바마 행정부가 완화했던 일부 여행 규제가 재개되고, 쿠바 군부 및 내무부 소속 특정 기업과의 '직거래'에 대한 새로운 규제가 시행되어 11월 9일부터 시행될 것이라고 발표했다. 2019년에 더 많은 변화가 있었지만, 2015년에 이루어진 많은 변경 사항들은 여전히 유효하다.

## 같이 보기
- 흐루쇼프 해빙기